# رولف شوبل
رولف شوبل (آلمانی: Rolf Schübel؛ زادهٔ ۱۱ نوامبر ۱۹۴۲) کارگردان فیلم و فیلم‌نامه‌نویس اهل آلمان است.
از فیلم‌ها یا مجموعه‌های تلویزیونی که وی در آن‌ها نقش داشته است، می‌توان به یکشنبه غم‌انگیز اشاره نمود.